# Relations entre la Corée du Nord et l'Ukraine
Les relations entre la Corée du Nord et l'Ukraine sont les relations étrangères bilatérales entre la Corée du Nord et l'Ukraine. Les relations ont été suspendues en juillet 2022 en raison de la reconnaissance par le pays des républiques séparatistes de Donetsk et Lougansk dans l'est de l'Ukraine.

## Histoire
Des relations bilatérales ont été établies le 9 janvier 1992. L'ambassade de Corée du Nord à Moscou était également accréditée auprès de l'Ukraine. L'Ukraine a été accréditée auprès de la Corée du Nord par l'intermédiaire de l'ambassade à Pékin. En 1998, la Corée du Nord a fermé son ambassade à Kiev (ainsi que plusieurs autres ambassades) en raison de la réduction sévère du budget du pays après l'effondrement du bloc soviétique.
Avant l'invasion russe de l'Ukraine en 2022, des scientifiques et des hommes d'affaires ukrainiens ont aidé le programme nucléaire nord-coréen en travaillant directement ou en fournissant de la technologie au pays. 

### Guerre russo-ukrainienne
En 2017, la Corée du Nord a reconnu la Crimée comme faisant partie de la Russie,. Étant donné que cela se passait à un moment où les relations bilatérales entre la Corée du Nord et les États-Unis se dégelaient, l'Ukraine n'a pas réagi vigoureusement. 
Le 13 juillet 2022, l'Ukraine a annoncé la rupture des relations diplomatiques avec la Corée du Nord en raison de sa reconnaissance de l'indépendance des républiques populaires séparatistes de Donetsk et Louhansk,. Avant la rupture des relations diplomatiques, d'autres relations politiques et économiques avaient déjà été gelées en raison des sanctions imposées contre la Corée du Nord,.
En octobre 2024 la Corée du Nord implique directement son armée dans la guerre russo-ukrainienne et se retrouve en état de guerre contre l'Ukraine, aux côtés de la Russie.

## Commerce
En 2020, l'Ukraine a exporté 7 710 USD vers la Corée du Nord. D'autre part, la Corée du Nord a exporté 55 500 dollars vers l'Ukraine, ses principales exportations étant principalement des polyoxyméthylènes. 

## Sources et références
1. 1 2  (en) Kitsoft, « Ministry of Foreign Affairs of Ukraine - Statement of the Ministry of Foreign Affairs of Ukraine regarding the severance of diplomatic relations with the Democratic People's Republic of Korea », sur mfa.gov.ua (consulté le 2 août 2023)
2. ↑  Wertz, Oh & Insung 2016, p. 7, 9.
3. ↑  Wertz, Oh & Insung 2016, p. 7, 12.
4. ↑  Simon Shuster, « Did Ukrainian Scientists Arm North Korea's Nuclear Power? », Time,‎ 1er février 2018 (lire en ligne)
5. ↑  Leo Byrne, « North Korean atlas shows Crimea as part of Russia », NK News,‎ 12 octobre 2017 (lire en ligne)
6. ↑  « 俄朝建交69周年，朝承认克里米亚姓"俄 », 中青在线,‎ 13 octobre 2017 (lire en ligne)
7. ↑  « 乌克兰与朝鲜断交！它们那些说不得的恩怨 - 乌有之乡 », sur www.wyzxwk.com (consulté le 2 août 2023)
8. ↑  « КНДР признала ДНР и ЛНР. В ответ Украина разорвала дипломатические отношения с Северной Кореей », Meduza / TASS,‎ 13 juillet 2022 (lire en ligne)
9. ↑  « Ukraine Cuts Ties With North Korea Over Recognition Of Separatist Territories », Radio Free Europe/Radio Liberty,‎ 13 juillet 2022 (lire en ligne)
10. ↑  « Україна розриває дипломатичні відносини з КНДР – Ніколенко », Радио Свобода,‎ 13 juillet 2022 (lire en ligne)
11. ↑   [vidéo] « [🇺🇦/🇷🇺 QUELLE EST LA SITUATION RÉELLE À KOURSK - avec @amoursky] » (consulté le 30 octobre 2024)
12. ↑  « Ukraine (UKR) and North Korea (PRK) Trade », OEC